# Strangers in the Night (álbum de Frank Sinatra)
Strangers in the Night é um álbum de Frank Sinatra.

## Faixas
1. "Strangers in the Night" (Bert Kaempfert, Charles Singleton, Eddie Snyder) – 2:25
2. "Summer Wind" (Heinz Meier, Hans Bradtke, Johnny Mercer) – 2:53
3. "All or Nothing at All" (Arthur Altman, Jack Lawrence) – 3:57
4. "Call Me" (Tony Hatch) – 3:07
5. "You're Driving Me Crazy!" (Walter Donaldson) – 2:15
6. "On a Clear Day (You Can See Forever)" (Alan Jay Lerner, Frederick Loewe) – 3:17
7. "My Baby Just Cares for Me" (Donaldson, Gus Kahn) – 2:30
8. "Downtown" (Hatch) – 2:14
9. "Yes Sir, That's My Baby" (Donaldson, Kahn) – 2:08
10. "The Most Beautiful Girl in the World" (Richard Rodgers, Lorenz Hart) – 2:24
Bonus tracks included on the 2010 reissue:
11. "Strangers in the Night" - 2:14 live performance at the Budokan Hall, Tokyo, Japan, April 18, 1985
12. "All or Nothing at All" - 3:40 live performance at the Budokan Hall, Tokyo, Japan, April 18, 1985
13. "Yes Sir, That's My Baby" (Alternate Take) - 2:17